# Saison 6 de Justified
Chronologie
Saison 5
Cet article présente la sixième et dernière saison de la série télévisée américaine Justified.

## Distribution

### Acteurs principaux
- Timothy Olyphant (VF : Jean-Pierre Michaël) : Raylan Givens (en)
- Nick Searcy (VF : Alain Choquet) : Art Mullen
- Joelle Carter (VF : Virginie Kartner) : Ava Crowder
- Jacob Pitts (VF : Olivier Chauvel) : Tim Gutterson
- Erica Tazel (VF : Anaïs Navarro) : Rachel Brooks
- Walton Goggins (VF : Mathias Kozlowski) : Boyd Crowder
- Jere Burns (VF : Nicolas Marié) : Wynn Duffy

### Acteurs récurrents
- Natalie Zea (VF : Amandine Pommier) : Winona Givens

## Liste des épisodes
1. La Fin d'une époque (Fate's Right Hand)
2. Double-jeu (Cash Game)
3. Noblesse Oblige (Noblesse Oblige)
4. Jeux dangereux (The Trash and The Snake)
5. Un nouvel espoir (Sounding)
6. L'Hospitalité du Sud (Alive Day)
7. La Chasse (The Hunt)
8. Chacun sa part d'ombre (Dark as a Dungeon)
9. Harlan pur jus (Burned)
10. Une question de confiance (Trust)
11. Nouvelles priorités (Fugitive Number One)
12. Dommages collatéraux (Collateral)
13. Au bout de la route (The Promise)